# Алекин, Олег Александрович
Олег Александрович Алекин (23 августа 1908, Вильна — 2 октября 1995, Санкт-Петербург) — советский и российский учёный-гидрохимик, автор трудов по химии природных вод. Доктор географических наук, профессор. Член-корреспондент АН СССР (1953). Лауреат Сталинской премии в области науки (1951). Разработал гидрохимическую классификацию природных вод.

## Биография
Родился 23 августа 1908 года в г. Вильно в семье служащего. С детства получил хорошее домашнее воспитание и образование, поскольку отец всячески развивал у него интерес к знаниям. Однако начало Первой мировой войны, революционные события 1917 года и последующая Гражданская война в России затруднили Олегу Алекину получение начального образования. Ряд лет он работал на мелких предприятиях в родном городе и в 1926 году окончил первую единую советскую трудовую школу Калуги.
В 1930 году окончил Ленинградский химический техникум им. Д. И. Менделеева по специальности техник-химик по силикатам. В дальнейшем поступил в Ленинградский государственный университет, химический факультет которого окончил в 1938 году по специальности химик-неорганик. В 1939—1951 годах, с перерывом на Великую Отечественную войну, О. А. Алекин работал в Ленинграде последовательно младшим научным сотрудником, старшим научным сотрудником и заведующим лабораторией в Государственном гидрологическом институте. В 1940 защитил в ЛГУ диссертацию и получил степень кандидата химических наук.
С августа 1941 года воевал на Ленинградском фронте, осенью 1943 года был тяжело ранен и после лечения демобилизован. В 1944—1945 годах работал доцентом кафедры общей химии Архангельского мединститута.
В 1950 году защитил докторскую диссертацию по теме «Гидрохимия рек СССР», за эту работу был удостоен Сталинской премии в области науки в 1951 году.
В 1951 году О. А. Алекин выехал в Новочеркасск Ростовской области, куда был назначен директором Гидрохимического института АН СССР (ныне — в системе Росгидромета), вместо П. А. Кашинского. Одновременно с должностью директора Гидрохимического института, которую он занимал до 1960 года, был в 1954—1957 ректором Ростовского государственного университета, организовав подготовку специалистов по профилю своей деятельности.
В 1961 году О. А. Алекин по личной просьбе переведён в Ленинград в штат Лаборатории озероведения АН СССР. В 1964—1971 годах — ректор Ленинградского (ныне — Санкт-Петербургского) гидрометеорологического института (ЛГМИ), заведовал кафедрой гидрохимии.
В 1971 году в Ленинграде на базе Лаборатории озероведения был образован Институт озероведения АН СССР, в котором и стал работать О. А. Алекин. С 1974 года — заместитель директора, а с 1978 года — директор ИОЗ АН СССР. Возглавлял институт до 1982 года, после чего продолжил работать в нём в качестве консультанта. Умер в Санкт-Петербурге в 1995 году.

## Научный вклад
Опубликовал более 100 научных работ, среди них несколько монографий, переведённых на иностранные языки.
Область научных интересов О. А. Алекина — гидрохимия, химия природных вод, химическое равновесие водных систем, карбонатно-кальциевое равновесие, сток растворённых веществ с территории СССР. Основные труды посвятил исследованиям озерных вод. Результаты обобщил в монографиях — «Общая гидрохимия» (1948), «Гидрохимия» (1952), «Основы гидрохимии» (1953), «Химический анализ вод суши» (1954) и «Химия океана» (1966). Разработал гидрохимическую классификацию природных вод.
О. А. Алекин — основатель ведущей научной школы Российской Федерации «Развитие теории формирования изотопного и химического состава природных вод под влиянием естественных и антропогенных факторов и процессов» Гидрохимического института (г. Новочеркасск Ростовской области) Росгидромета. Руководитель школы — профессор Ю. А. Фёдоров.

### Основные научные труды
- Общая гидрохимия. 1948, 1953, 1970.
- Гидрохимия. 1952.
- Гидрохимия рек СССР. Т. 2—3. 1948—1949. (Труды Гос. гидрологич. ин-та. Вып. 10—15)
- Основы гидрохимии. 1953, 1970.
- Химический анализ вод суши. 1954.
- Химия океана. 1966.